# Konstal 4N

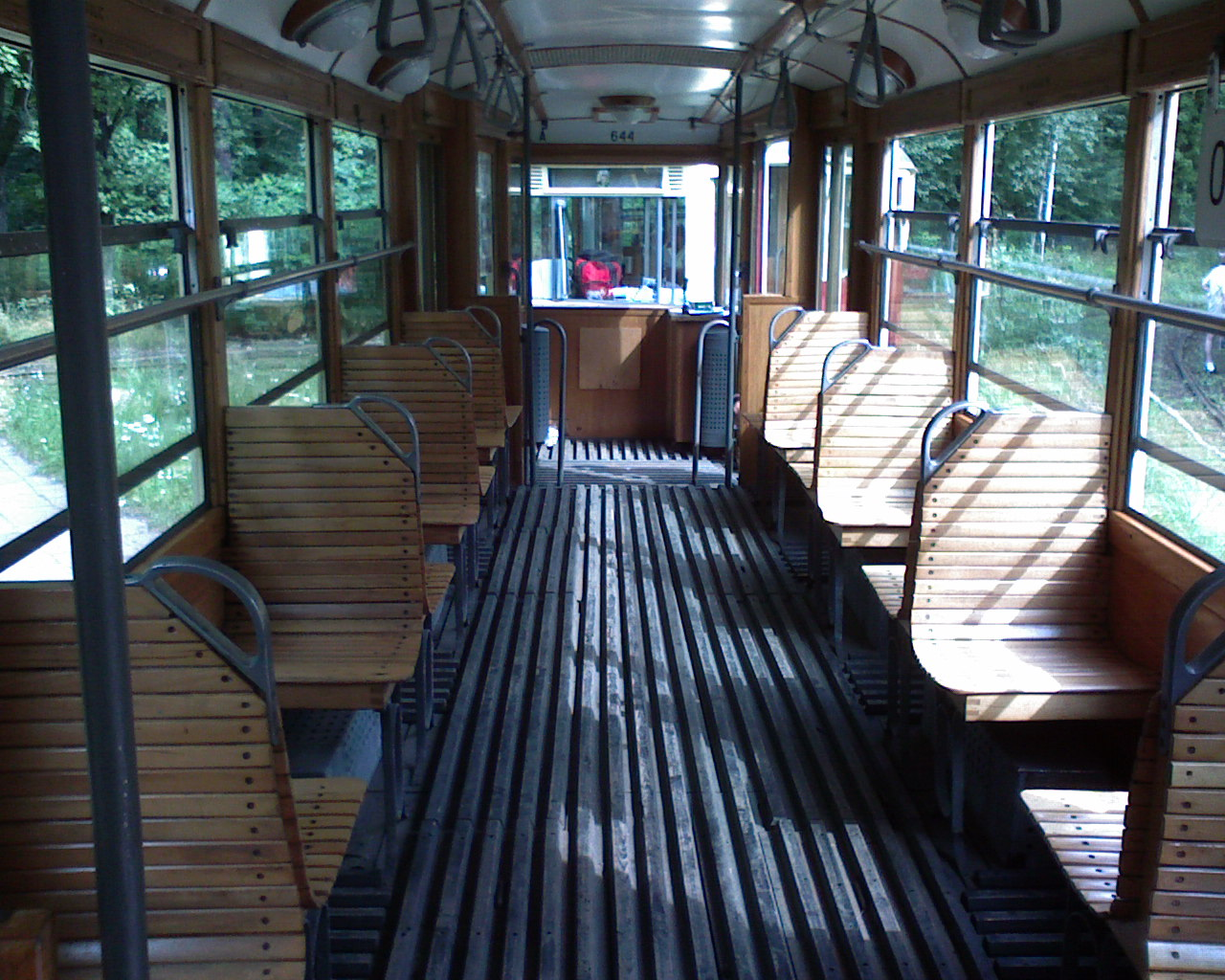
5ND – wnętrze

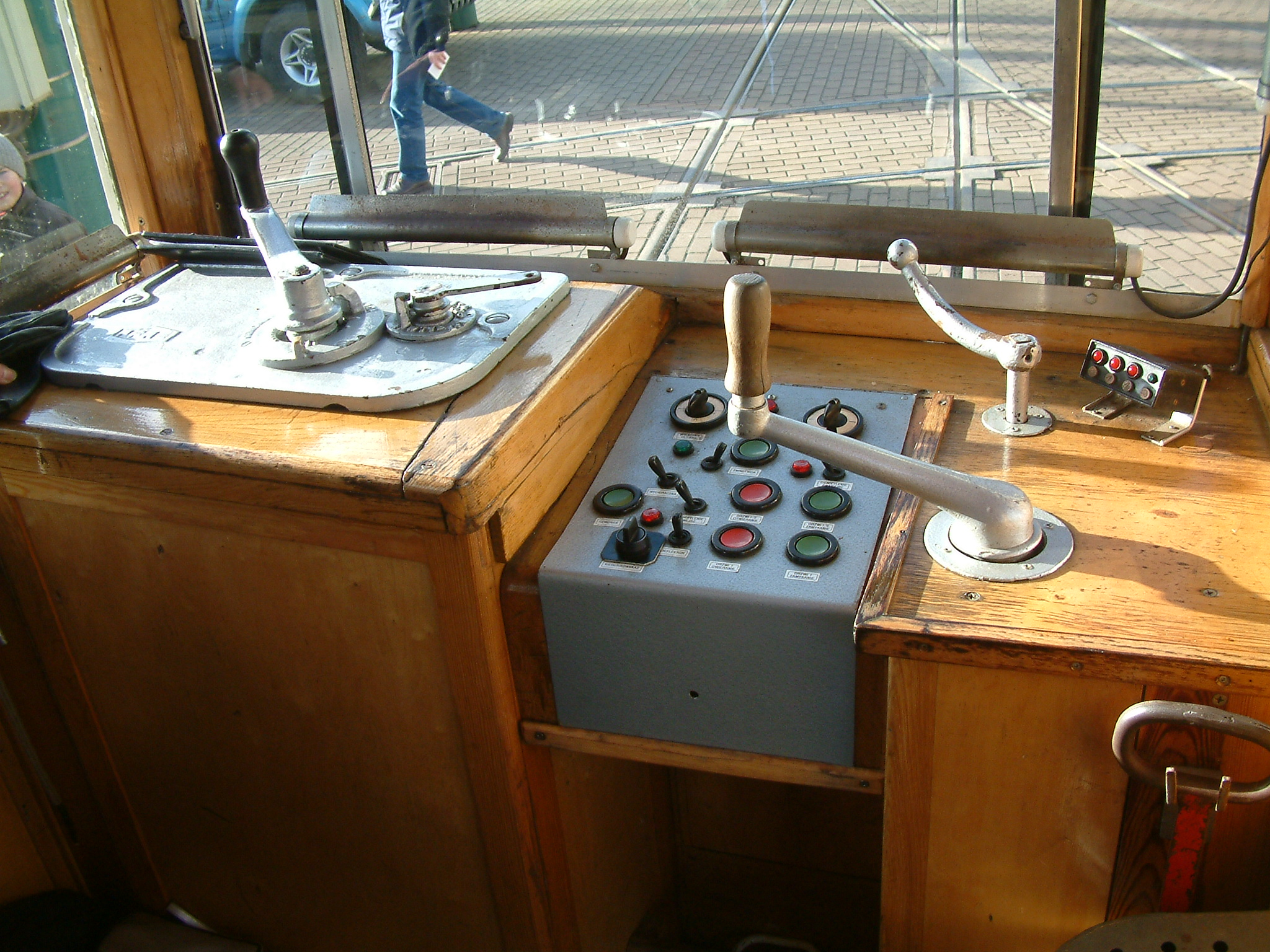
4N – pulpit motorniczego

Konstal 4N – typ tramwaju wytwarzanego w latach 1956–1962 w zakładach Konstal w Chorzowie i w Fabryce Wagonów Świdnica. Wersja wąskotorowa 5N produkowana była w latach 1957–1962. Wersje doczepne (wagony bez silnika) oznaczane są 4ND lub 5ND.

## Konstrukcja
4N to dwukierunkowy, dwustronny, jednoczłonowy wagon silnikowy, wyposażony w czworo dwuskrzydłowych, odsuwanych drzwi.
Tramwaj 4N jest rozwojową wersją typu N. W stosunku do poprzednika wprowadzono dwuskrzydłowe drzwi, wydłużono pudło wagonu w dół, zakrywając częściowo podwozie i stopnie wejściowe, zmieniono układ siedzeń i wprowadzono nowe rozwiązania układu hamulcowego.

### Wersje
Wersja normalnotorowa produkowana była w dwóch odmianach różniących się układem hamulcowym oraz szczegółami budowy. Wersja 4N wyprodukowana została w zakładach Konstal w latach 1956–1957 w liczbie 90 sztuk. Wersja 4N1 z hamulcami tarczowymi i nową ostojnicą produkowana była w latach 1957–1962 (335 sztuk).
Opracowano także jednokierunkową wersję (jedno stanowisko motorniczego, drzwi z jednej strony) z przeznaczeniem dla Warszawy. Ostatecznie jeden tramwaj oznaczony jako 4NJ został wyprodukowany w roku 1957. Eksploatowane wagony były przerabiane na jednokierunkowe, jednak wykonywano to w zakładach komunikacyjnych.
Produkcję normalnotorowych wagonów doczepnych 4ND prowadzono w Konstalu w roku 1957 i wyprodukowano 80 sztuk. 386 sztuk wagonów w wersji 4ND1 zostało wyprodukowanych w latach 1958–1961.
Wersja wąskotorowa wagonu silnikowego 5N produkowana była w Konstalu w roku 1957 w liczbie 39 sztuk. Kolejną wersję 5N1 wytwarzano w latach 1958–1962 w liczbie 419 egzemplarzy.
Wąskotorowe wagony doczepne 5ND produkowano w roku 1957 w Fabryce Wagonów Świdnica w Świdnicy w liczbie 40 sztuk, a wersja 5ND1 wytwarzana była w Konstalu w roku 1958 (36 sztuk) i w Świdnicy w latach 1958–1961 (419 sztuk).

## Eksploatacja
Tramwaje normalnotorowe typu 4N eksploatowane były przez większość polskich miast posiadających wówczas komunikację tramwajową (Częstochowa, Gdańsk, GOP, Gorzów Wielkopolski, Kraków, Poznań, Szczecin, Warszawa, Wrocław), zaś wersja wąskotorowa 5N używana była w Bielsku-Białej, Bydgoszczy, Elblągu, Grudziądzu, Inowrocławiu, Jeleniej Górze, Legnicy, Łodzi i sąsiadujących miejscowościach, Olsztynie, Toruniu i Wałbrzychu. Jedyny egzemplarz 4NJ eksploatowany był w Warszawie, a potem w Szczecinie, po latach powrócił do Warszawy, otrzymał ponownie numer 838 i jest eksploatowany okazjonalnie jako obiekt zabytkowy. Przez cały okres eksploatacji tramwaje te poddawane były różnym ulepszeniom i modernizacjom (np. elektryczne otwieranie drzwi poprzez montaż silników od wiertarek, drzwi harmonijkowe). Zamiany obejmowały także modyfikacje układu jezdnego wagonu, polegające na przykład na zmianie usprężynowania pudła od wózka z wkładek z tworzywa sztucznego na sprężyny stalowe.
Obecnie wagony 4N używane są w charakterze wozów technicznych, a część miast podjęła się remontów tych wagonów i obecnie zasilają one zbiory taboru historycznego.

4N
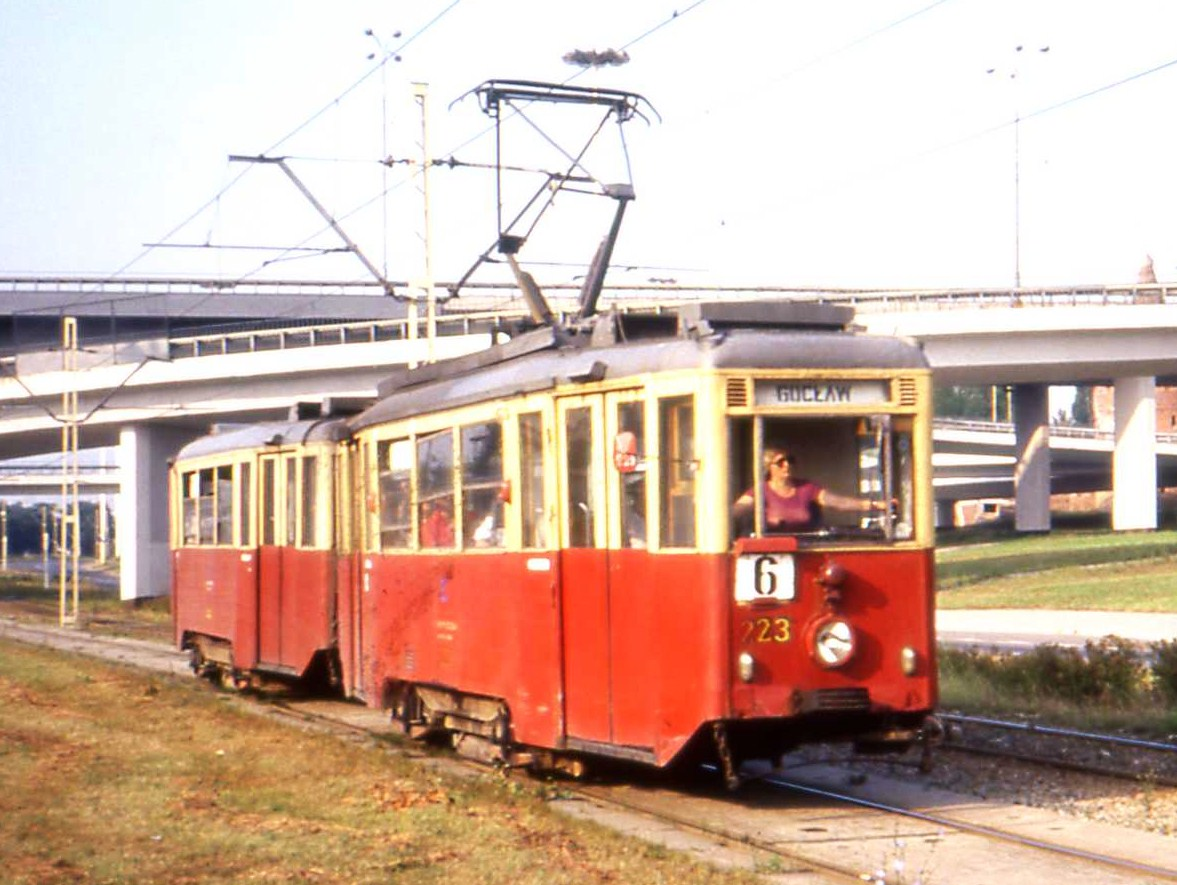
Skład w Szczecinie, 1990
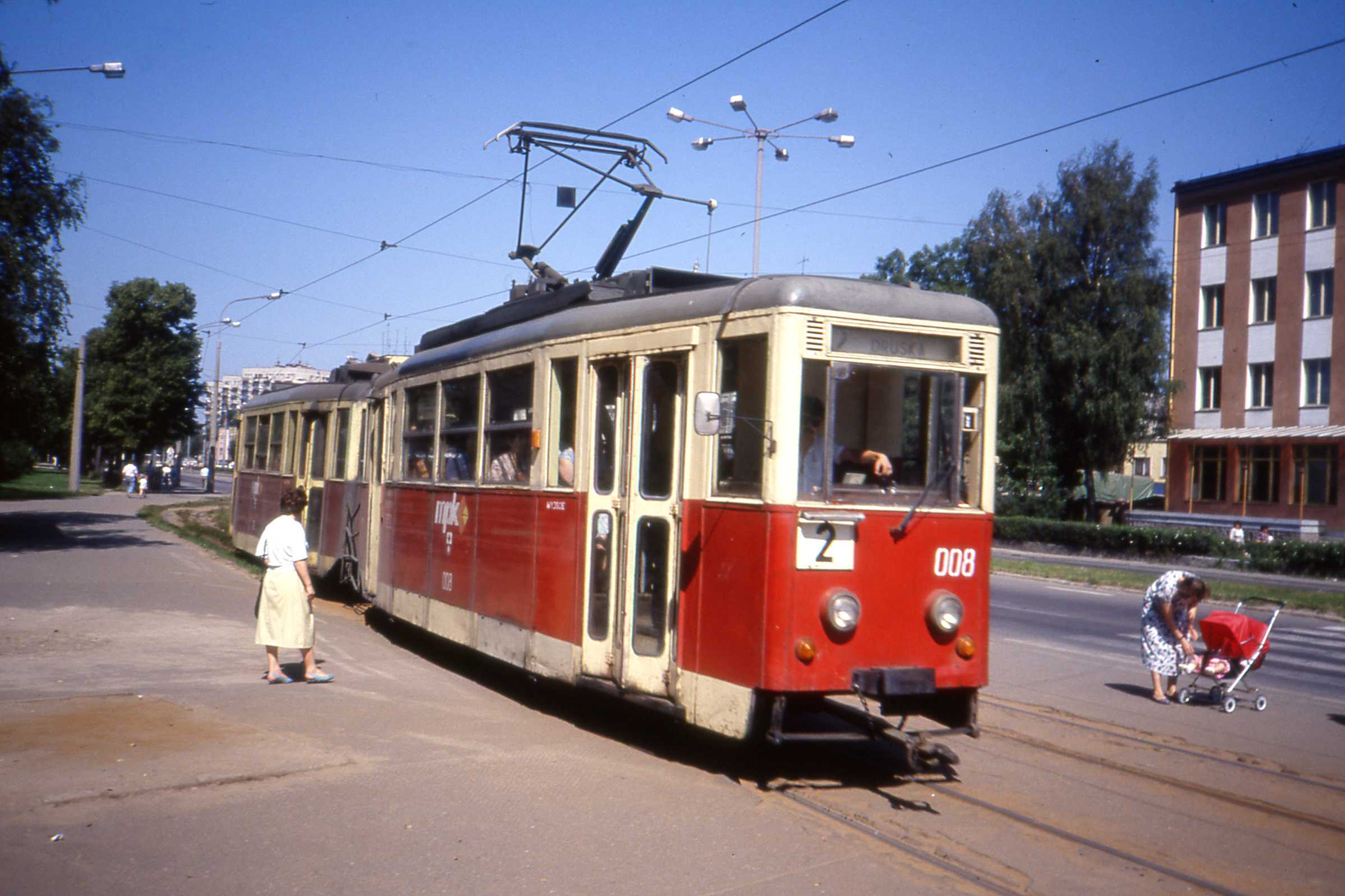
Skład 5N+5ND (z drzwiami harmonijkowymi) w Elblągu, 1990
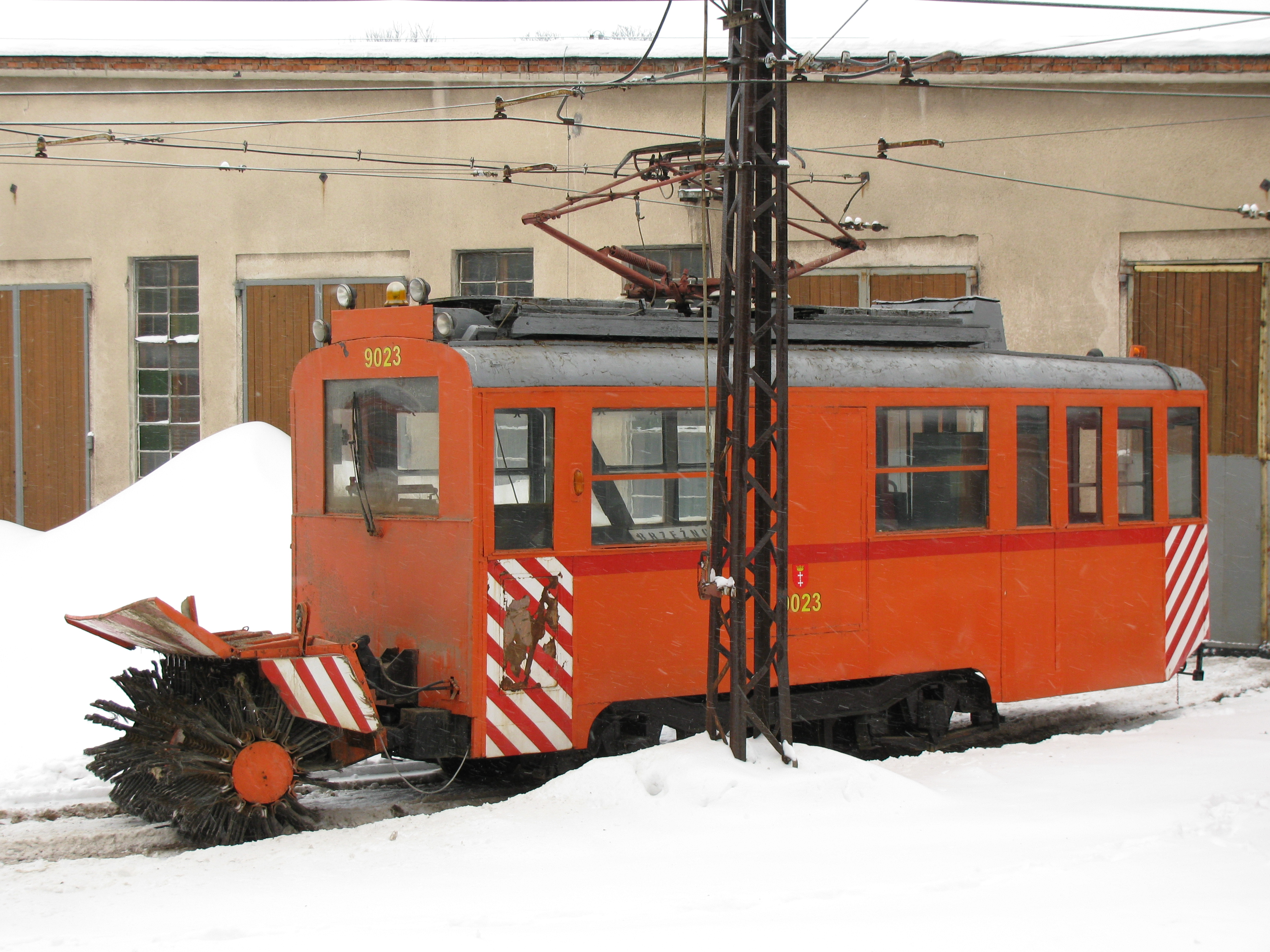
Wóz techniczny w Gdańsku, 2010
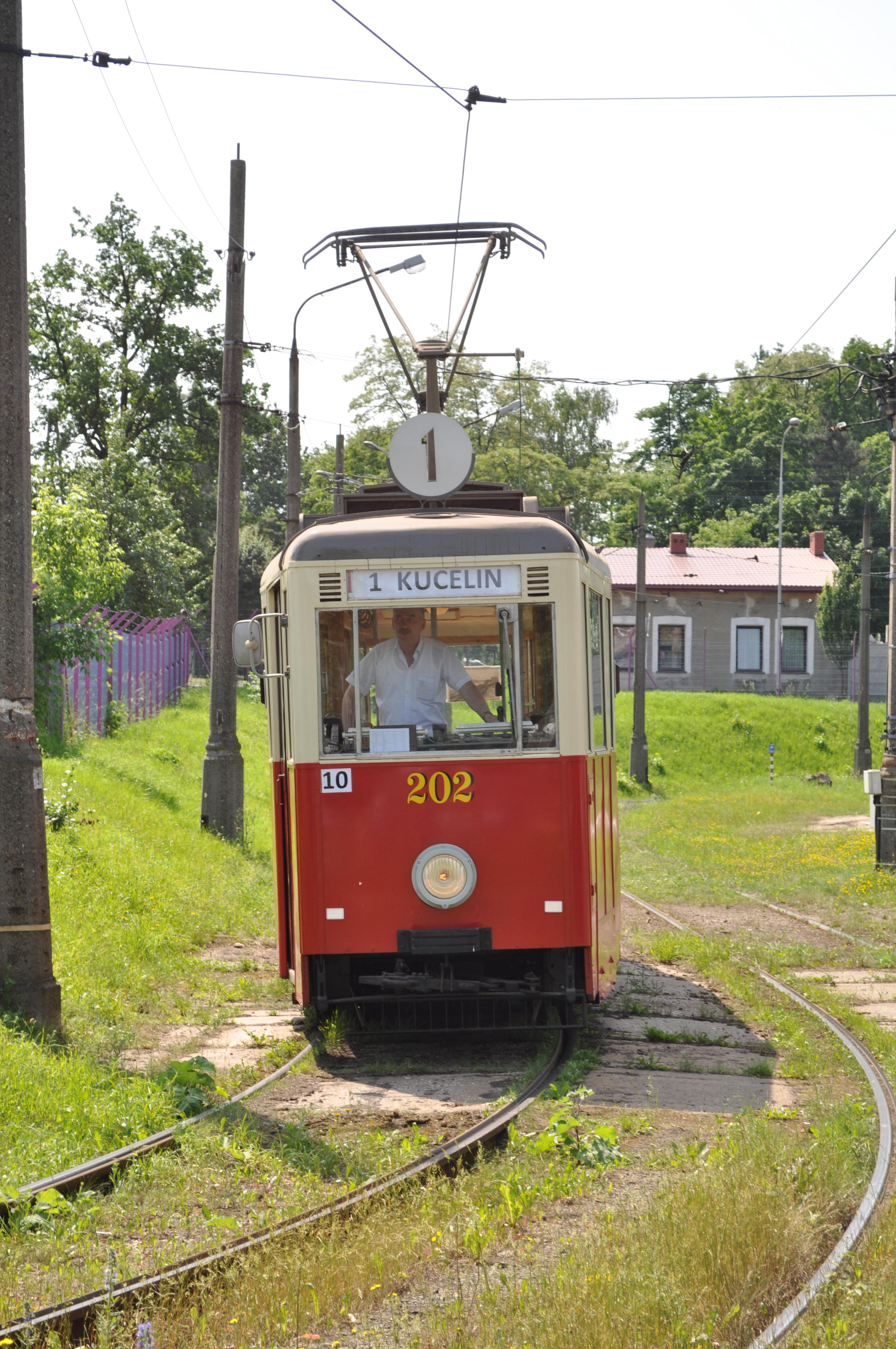
Zabytkowy wagon w Częstochowie, 2010